# Huququllah
Huqúqu'lláh (Arab. Guds Rättighet) nedtecknades av Bahá'u'lláh i Den Allra Heligaste Boken (Kitáb-i-Aqdas). 

## Bakgrund
Denna religiösa lag är bindande för alla bahá'íer och är en form av "skatt" som den troende frivilligt betalar direkt till trons världscenter. Allt den troende äger, med undantag för några speciella saker, skall det betalas huqúqu'lláh för en gång. Guds Rättighet betalas till en ansvarig representant, som sedan skickar pengarna vidare till världscentret. Att betala huqúqu'lláh är en obligatorisk och andlig förpliktelse, men ingen bör kräva huqúqu'lláh; det beror på den troendes egen vilja.

## Tid för betalning
- Huqúqu'lláh betalas så snart den troendes beskattningsbara ägodelar uppnår eller överstiger 19 mithqáler guld, (motsvarar ungefär 2,2 troy-uns eller cirka 69,2 gram).
- Beloppet som skall betalas är 19 % av värdet av beskattningsbar egendom.
- Det skall betalas av hela enheter av 19 mithqáler guld.

## Undantag från beskattning
1. bostade och dess nödvändiga utrustning,
2. nödvändig företags- och jordbruksutrustning som ger inkomst.

Betalning av skuld går före betalning av huqúqu'lláh, och är beroende av den troendes ekonomiska möjlighet att hålla sina förpliktelser.

## Förvaltning av Guds Rättighet
- Trons världscentrum kan använda det till samhällsnyttiga ändamål.
- Det kan användas till att stödja fattiga, funktionshindrade, de behövande och de föräldralösa.
- Det används även till skötsel och drift av de Heliga platserna (Bábs helgdom, Tillbedjans Hus och även för andra nödvändiga projekt).